# Dick's Picks Volume 2
Dick's Picks Volume 2 è un album dal vivo del gruppo rock statunitense Grateful Dead, pubblicato nel 1995.

## Tracce
1. Dark Star -> Jam ->
2. Sugar Magnolia ->
3. St. Stephen
4. Not Fade Away ->
5. Goin' Down the Road Feeling Bad ->
6. Not Fade Away

## Formazione
- Jerry Garcia – chitarra, voce
- Bob Weir – chitarra, voce
- Phil Lesh – basso, voce
- Bill Kreutzmann – percussioni
- Keith Godchaux – tastiera